# Vitessa
Vitessa is een geslacht van vlinders van de familie snuitmotten (Pyralidae), uit de onderfamilie Pyralinae.

## Soorten
- V. barretti Munroe & Shaffer, 1980
- V. brandti Munroe & Shaffer, 1980
- V. cristobalensis Munroe & Shaffer, 1980
- V. cyanea Hampson, 1906
- V. gemina Munroe & Shaffer, 1980
- V. glaucoptera Hampson, 1906
- V. griseata Kenrick, 1907
- V. gritschroeerae Buchsbaum, 2000
- V. hemiallactis Meyrick, 1887
- V. hieratica Swinhoe, 1900
- V. hollandi Munroe & Shaffer, 1980
- V. intermedia Munroe & Shaffer, 1980
- V. kolakalis Munroe & Shaffer, 1980
- V. muluana Munroe & Shaffer, 1980
- V. nicobarica Hampson, 1896
- V. nobilis Munroe & Shaffer, 1980
- V. philippina Munroe & Shaffer, 1980
- V. plumosa Hampson, 1896
- V. pyraliata Walker, 1864
- V. splendida Schultze, 1908
- V. stettina Swinhoe, 1906
- V. sulaensis Munroe & Shaffer, 1980
- V. suradeva Moore, 1860
- V. talboti Janse, 1924
- V. tamsi Munroe & Shaffer, 1980
- V. teleroma Swinhoe, 1906
- V. ternatica Lederer, 1863
- V. vitialis Hampson, 1906
- V. zemire Stoll, 1781